# FDP-Bundesparteitag 2009
Koordinaten: 52° 19′ 26″ N, 9° 48′ 10″ O

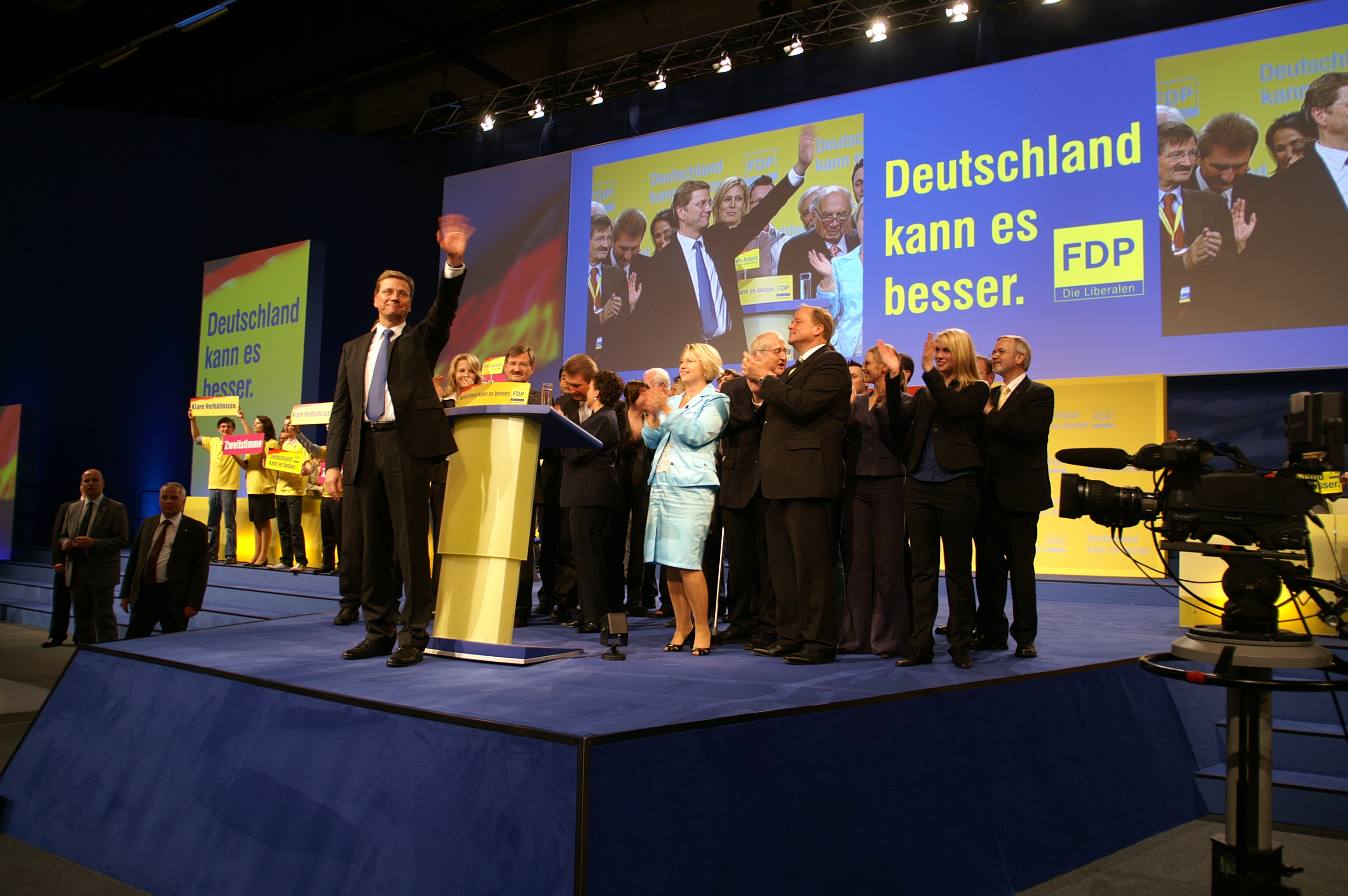
Bundesparteitag 2009

Den Bundesparteitag der FDP 2009 hielt die FDP vom 15. bis 17. Mai 2009 in Hannover ab. Es handelte sich um den 60. ordentlichen Bundesparteitag der FDP in der Bundesrepublik Deutschland. Die Veranstaltung fand auf dem Messegelände Hannover statt.

## Beschlüsse und Papiere
Der Parteitag stand unter dem Motto „Deutschland kann es besser“. Er verabschiedete das Programm zur Bundestagswahl 2009 mit dem Titel „Die Mitte stärken“. Außerdem beschloss er Papiere bzw. fasste Beschlüsse zu den Themen „Abrüstung jetzt! Liberale Forderungen für Abrüstung und Rüstungskontrolle im 21. Jahrhundert“, „Hochschulpakt, Exzellenzinitiative und Pakt für Forschung und Entwicklung“, keine Zensur des Internets, gegen eine Staatsbeteiligung bei Opel, Antworten auf die Finanzkrise, „Agrardieselbesteuerung senken – Wettbewerbsnachteile der deutschen Landwirtschaft abbauen“, „Die Soziale Marktwirtschaft auf den globalen Wettbewerb des 21. Jahrhunderts ausrichten – 10 Punkte für einen Kurswechsel in der deutschen Wirtschaftspolitik“. Diskutiert wurde das Grundsatzprogramm 2012, die Karlsruher Freiheitsthesen.

## Bundesvorstand
Guido Westerwelle wurde als Parteivorsitzender in seinem Amt bestätigt. 
Dem Bundesvorstand gehörten nach der Neuwahl 2009 an:
| Vorsitzender                 | Guido Westerwelle |
| Stellvertretende Vorsitzende | Rainer Brüderle, Cornelia Pieper, Andreas Pinkwart |
| Schatzmeister                | Hermann Otto Solms |
| Beisitzer im Präsidium       | Sabine Leutheusser-Schnarrenberger, Birgit Homburger, Philipp Rösler |
| Generalsekretär              | Dirk Niebel |
| Weitere Präsidiumsmitglieder | Heinrich Kolb, Silvana Koch-Mehrin, Hans-Jürgen Beerfeltz, Gabriele Renatus, Jörg van Essen, Wolfgang Gerhardt |
| Beisitzer im Bundesvorstand  | Christian Ahrendt, Alexander Alvaro, Daniel Bahr, Uwe Barth, Hans-Artur Bauckhage, Nicola Beer, Ernst Burgbacher, Jorgo Chatzimarkakis, Angela Freimuth, Miriam Gruß, Jörg-Uwe Hahn, Christoph Hartmann, Walter Hirche, Werner Hoyer, Gerry Kley, Wolfgang Kubicki, Heinz Lanfermann, Christian Lindner, Markus Löning, Horst Meierhofer, Gesine Meißner, Jan Mücke, Hans-Joachim Otto, Gisela Piltz, Alexander Pokorny, Rolf Salo, Michael Theurer, Carl-Ludwig Thiele, Johannes Vogel, Volker Wissing, Hartfrid Wolff, Holger Zastrow, Martin Zeil |
| Ehrenvorsitzende             | Hans-Dietrich Genscher, Otto Graf Lambsdorff, Walter Scheel |